# Mabuhay
Mabuhay è una municipalità di quinta classe delle Filippine, situata nella Provincia di Zamboanga Sibugay, nella regione della Penisola di Zamboanga.
Mabuhay è formata da 18 baranggay:
- Abunda
- Bagong Silang
- Bangkaw-bangkaw
- Caliran
- Catipan
- Kauswagan
- Ligaya
- Looc-Barlak
- Malinao
- Pamansaan
- Pinalim (San Roque)
- Poblacion
- Punawan
- Santo Niño (Caliran)
- Sawa
- Sioton
- Taguisian
- Tandu-Comot (Katipunan)